# Jeanne Romand

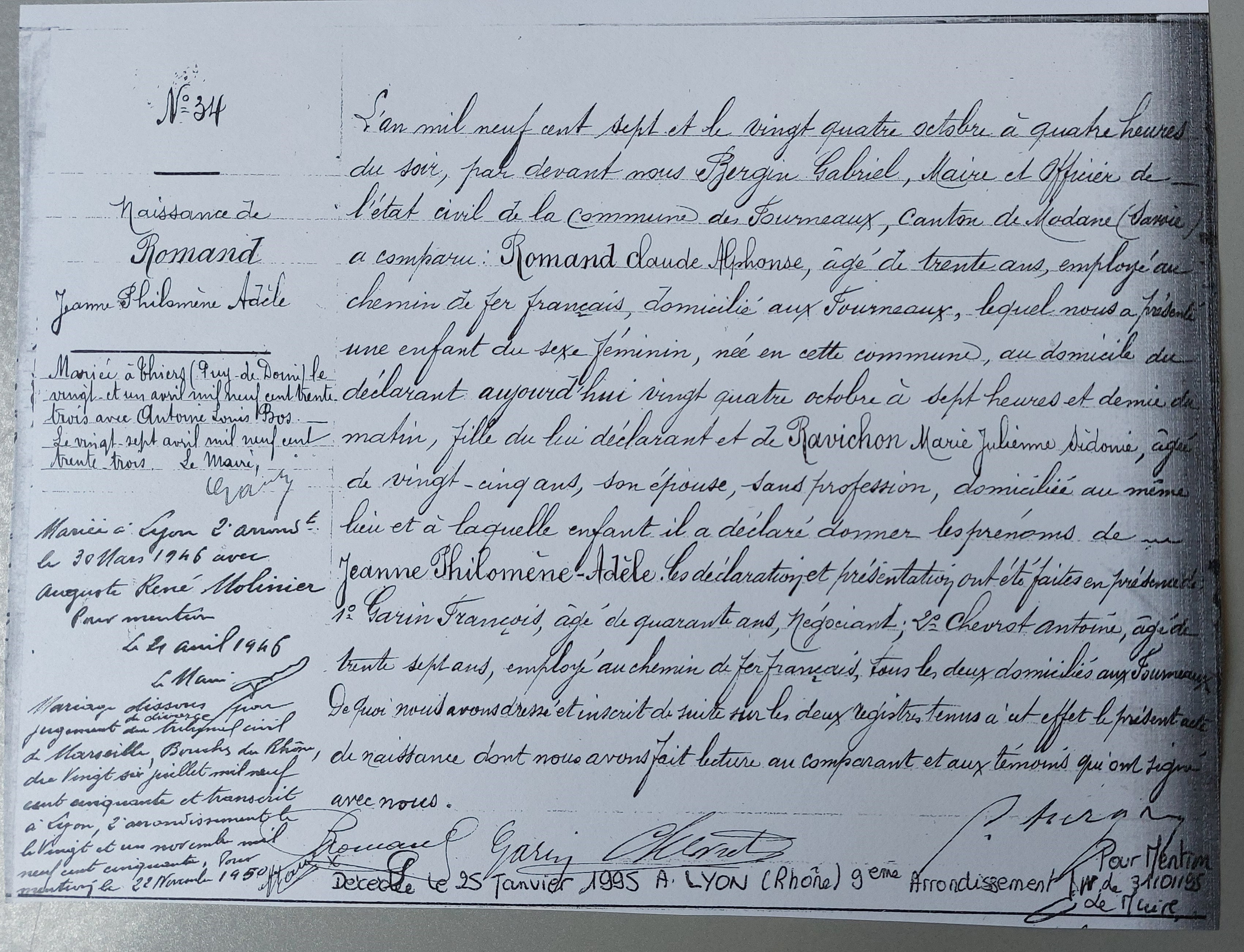
Acte d'état civil de naissance de Jeanne Romand.

Jeanne Romand, aussi appelée Jeanne Bos-Romand, née à Fourneaux en Savoie le 24 octobre 1907, morte dans le 9e arrondissement de Lyon le 25 janvier 1995, est une éducatrice française, directrice de centre pour enfants dans la Drôme. 
Elle cache de nombreux enfants juifs et des enfants de résistants, pendant la Seconde Guerre mondiale, sous l'Occupation. Elle reçoit en 1983 la médaille des Justes et le titre de Juste parmi les nations.

## Biographie

### Jeunesse, vie familiale
Jeanne Romand naît le 24 octobre 1907 à Fourneaux en Savoie ; elle est la fille de Claude Alphonse Romand, cheminot, et de Marie Julienne Sidonie Ravichon, femme au foyer.
Elle se marie une première fois à Thiers le 21 avril 1933 à Antoine Louis Bos, puis elle se remarie le 30 mars 1946 dans le 2e arrondissement de Lyon à Auguste René Molinier, mariage dissous à Marseille le 26 juillet 1950.

### Sauvetage d'enfants pendant la Seconde Guerre mondiale
Pendant la Seconde Guerre mondiale, Jeanne Romand dirige un centre pour enfants à Saint-Nazaire-en-Royans, au pied du Vercors. Le centre qu'elle dirige s'appelle « les Joyeux Lutins », il est destiné aux jeunes catholiques. 
Sous son impulsion, le centre se met à accueillir des enfants juifs menacés de déportation. Ils reçoivent de faux noms et de faux papiers d'identité. En cette période de persécutions nazies, les enfants juifs recueillis sont souvent des enfants de déportés, et parfois aussi de juifs résistants, donc enfants de « terroristes » ce qui augmente les risques. L'un d'entre eux est Jean-Pierre Samuel-Aubrac, fils de Raymond et Lucie Aubrac,,. Lorsque les Allemands visitent le centre par surprise, elle fait réciter aux enfants le Je vous salue Marie qu'elle leur a appris par précaution.
En juin 1944, peu avant que le centre soit investi par les Allemands pour en faire un hôpital de campagne, Jeanne Romand et le personnel évacuent les enfants, et les installent dans une ferme isolée, en montagne. Jeanne Romand se rend régulièrement au village, malgré les risques, pour chercher les médicaments nécessaires.

### Libération de la France, après-guerre
À la Libération, elle improvise un drapeau français avec un tablier bleu de jardinier, un drap blanc et une jupe rouge à petits pois blancs.
Dans les années 1980, elle habite le quartier de La Duchère, à Lyon.
Elle meurt le 25 janvier 1995 dans le 9e arrondissement de Lyon.  

## Distinctions

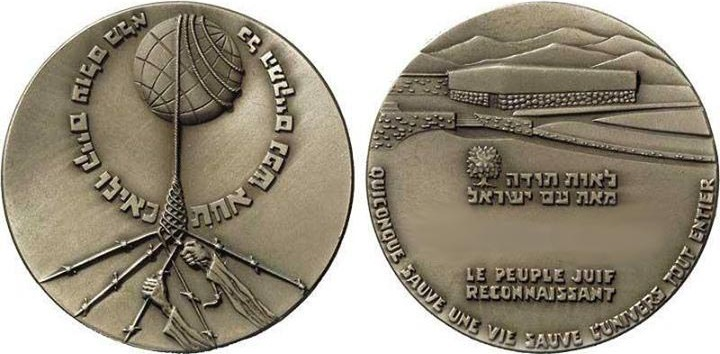
Médaille de Juste parmi les nations.

Jeanne Romand est décorée par le gouvernement français pour son action pendant l'Occupation.
La médaille des Justes lui est décernée le 23 décembre 1987 par le Yad Vashem, lui conférant le titre de Juste parmi les nations.